# Pliomelaena udhampurensis
Pliomelaena udhampurensis es una especie de insecto del género Pliomelaena de la familia Tephritidae del orden Diptera.

## Historia
Agarwal y Kapoor la describieron científicamente por primera vez en el año 1988.